# Batalla de Myeongnyang
En la batalla de Myeongnyang, (coreano 명량 해전, romanización revisada Myeongnyang haejeon, McCune-Reischauer: Myŏngnyang haejŏn) que tuvo lugar el 26 de octubre de 1597, la armada coreana, dirigida por el almirante Yi Sun-sin, derrotó a la flota japonesa en el estrecho de Myeongnyang, cerca de la isla Chin-do, en el extremo sudoeste de la península de Corea.
Con sólo 13 barcos que sobrevivieron a la desastrosa batalla de Chilchonnyang, el almirante Yi resistió el embate de la flota de guerra japonesa que navegaba en apoyo de las fuerzas terrestres que avanzaban hacia la capital, Hanseong (la actual Seúl)
La fuerza numérica real de la flota japonesa a la que se enfrentó el Almirante Yi no está clara; varias fuentes indican que el número de barcos japoneses podría haber sido de entre 120 y 330, aunque la cantidad real de buques de guerra parece haber sido la cifra menor y que la superior incluiría a toda la flota japonesa (que incluiría a unos 200 buques de apoyo no combatientes). Independientemente del tamaño de la flota japonesa, en lo que todas las fuentes coinciden es que los japoneses superaban en buques a los coreanos en una proporción de, al menos, diez a uno. En total, 30 buques de guerra japoneses fueron hundidos o puestos fuera de combate durante la batalla. Todo Takatora, el comandante de la armada japonesa, resultó herido durante la batalla y la mitad de sus oficiales subordinados fueron, a su vez, muertos o heridos. Dada la diferencia de fuerzas, esta batalla naval está considerada como la más notable victoria del almirante Yi, y como una tremenda derrota para los japoneses.

## Antecedentes
Debido a una intriga japonesa que aprovechó la convulsa política de la corte Choson, el almirante Yi Sun-sin fue juzgado y estuvo a punto de ser condenado a muerte. En lugar de ello, fue torturado y degradado a soldado raso. El rival de Yi, el almirante Won Kyun, fue puesto al mando de la armada coreana que, bajo el mando de Yi, había aumentado su tamaño de 63 buques de guerra pesados a 166.
Won Kyun era un comandante naval incompetente cuya mala dirección quedó patente en la batalla de Chilchonnyang, en la que la armada japonesa, al mando de Tōdō Takatora superó tácticamente a la coreana y prácticamente la destruyó. Al poco, los japoneses reforzaron sus guarniciones en Busan, así como varios fuertes en la costa meridional de Corea y dieron inicio a la segunda invasión.
Sin tener que preocuparse de la armada coreana, los japoneses pensaron que tenían libre acceso al mar Amarillo, y que podrían abastecer a sus tropas terrestres mediante esa ruta marina a medida que avanzaban hacia el norte. En las campañas de 1592 el almirante Yi había impedido a los japoneses utilizar esta vía y los había obligado a mantener sus buques fondeados en sus bases principales en la bahía de Busan.
Los japoneses renovaron su ofensiva, pusieron sitio y capturaron la ciudad de Namwon el 26 de septiembre y sus vanguardias se enfrentaron al ejército Ming en Chiksan el 16 de octubre, siendo rechazadas por los chinos. El ejército japonés entonces aguardó a recibir suministros y refuerzos de su armada, la cual debería entrar al mar Amarillo y llegar a la costa occidental de Corea. De esta forma, apoyados por su armada, los japoneses planearon un gran avance para recapturar Hanseong.

## Preludio
Tras la muerte de Won Kyun en la batalla de Chilchonnyang, Yi Sun-sin fue rehabilitado y recuperó su cargo de comandante supremo de las armadas regionales. Gracias a la huida del comandante Bae Sol, se habían logrado salvar 12 barcos para la flota coreana, pero dos de ellos se perdieron durante la retirada. El nuevo comandante naval de la derecha de Jolla, Kim Ok-chu, trajo dos más y, en vísperas de la batalla Yi había conseguido uno más, probablemente alguno de los que había perdido previamente Bae Sol. En total Yi tendría 13 buques de guerra. A pesar de que Yi sólo contaba en principio con 120 hombres, algunos de los supervivientes de Chilchonnyang se unieron a él, lo que aumentó su fuerza disponible a, al menos, 1.500 marineros y soldados para finales de septiembre.
En aquel tiempo, el rey Seonjo, consideró que la armada coreana había perdido su fuerza y que no podría volver a ser restaurada, envió una carta con la orden de suprimir la armada y de que sus hombres se unieran al ejército de tierra al mando del general Kwon Yul. El almirante Yi respondió con otra carta en la que afirmaba que: "aunque nuestra armada sea pequeña, mientras yo viva el enemigo no podrá menospreciarnos"."
Los japoneses enviaron unas cuantas misiones de reconocimiento con grupos de exploración armados precediendo al grueso de la flota japonesa. Mientras, la flota del almirante Yi se encontraba al sur del estrecho de Myeongnyang, cerca de Oranpo. El 8 de octubre un grupo de reconocimiento avanzado de ocho buques japonese realizó un ataque por sorpresa que ahuyentó a la flota coreana. Yi se retiró más al norte a Byeokpajin, en el extremo norte de la isla Chindo. El 12 de octubre, Bae Sol huyó. El 17 de octubre un escuadrón de reconocimiento japonés de 13 buques lanzó un ataque nocturno que pudo ser rechazado tras una enconada lucha.
Con la información obtenida de sus exploradores, los japoneses supieron que todavía había supervivientes de la armada coreana dispuestos a ofrecer resistencia y que para derrotarlos no sería suficiente enviar patrullas de reconocimiento armadas, por lo que empezaron a reunir una gran flota. El almirante Yi anotó en su diario que el 17 de octubre había 55 barcos japoneses en Oranpo. Debido a la creciente actividad naval japonesa, el almirante Yi para evitar tener que combatir con el estrecho de Myeongnyang a su espalda, decidió retirarse más al norte y ocultar sus barcos en la umbría de las colinas del lado opuesto del estrecho de Myeongnyang, cerca de Usuyong.

## Batalla

### Preparativos

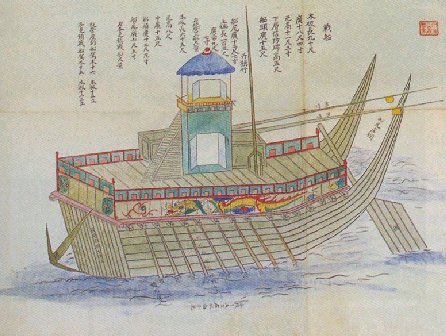
Panokseon

El almirante Yi estudió numerosos lugares que le pudieran servir para enfrentarse a la armada, japonesa, y decidió atraerlos al estrecho de Myeongnyang. Era consciente de que los japoneses entrarían por el mismo cuando la corriente les resultara favorable. Por ello mismo decidió no luchar al sur del estrecho, con la corriente a favor del enemigo. En lugar de ello, lucharía al norte, donde las aguas estaban más calmadas. El estrecho tenía unas corrientes muy fuertes, que se movían a unos 10 nudos (unos 19 km/h) primero en una dirección y después en la opuesta a intervalos de tres horas. La angostura del estrecho evitaría que la flota coreana fuera flanqueada por la flota enemiga, numéricamente superior, y la fuerza de la corriente impediría a los japoneses maniobrar con efectividad, lo que les forzaría a atacar en grupos más pequeños y les dificultaría la aproximación a los buques coreanos. Además, una vez cambiara la circulación de la marea, la corriente alejaría a los japoneses de la flota de Yi, y podría aprovechar su impulso para aumentar la efectividad de un contraataque.

### Primera fase (la corriente fluye hacia el norte)
A primeras horas de la mañana del 26 de octubre, la enorme flota japonesa fue avistada por los vigías de Yi mientras se desplegaban alrededor de la pequeña bahía situada en el extremo sur del estrecho de Myeongnyang. La flota de Yi salió de su base en Usuyeong para bloquear el extremo norte del estrecho. Yi escribió "...200 barcos enemigos... fluyendo [hacia el estrecho]" y al menos 133 barcos en las inmediaciones. Se ha calculado que había al menos 133 navíos de guerra y otros 200 buques de transporte (que llevarían suministros y tropas) siguiéndolos. Según la crónica japonesa los seki-bune (buques de guerra de porte mediano) ocuparon la vanguardia, porque eran conscientes de la probabilidad de ser atacados por los buques de guerra coreanos que estaban cerca del estrecho.
Los barcos de Yi se desplegaron en la punta norte del estrecho y echaron el ancla. Yi avanzó hacia la vanguardia de la flota japonesa, mandada por Kurushima Michifusa en su buque insignia. Durante cierto tiempo el buque insignia de Yi fue el único buque coreano que entró en combate. Las tripulaciones de la flota coreana se componían de supervivientes de la batalla de Chilchonnyang y todavía estaban conmocionados e intimidados por el inmenso tamaño de la flota japonesa. Yi comentó en su diario: "Mi buque insignia estaba solo enfrentándose a la formación enemiga. Sólo mi buque disparó cañones y flechas. Ninguno de los demás buques avanzó, por lo que era incapaz de predecir el resultado. Todos los demás oficiales estaban deseosos de escapar, porque sabían que en esta batalla se enfrentaban a una fuerza enorme. El buque mandado por Kim Ok-chu, el oficial de la derecha de Jeolla estaba a 1 majang de distancia (entre 2 y 3 km)". Por un momento pareció que el buque insignia de Yi estaba "...erguido como un castillo en medio del mar".
La capacidad del buque insignia de resistir a la vanguardia japonesa finalmente dio ánimos al resto de la flota de Yi, y pequeños grupos de barcos fueron en su ayuda. Primero llegó un barco mandado por el magistrado local An Wi, y después varios barcos mandados por el jefe del escuadrón central, Kim Ung-ham. Viendo el éxito del buque insignia y del puñado de buques que combatían con él, el resto de la flota de Yi se unió a la lucha.

### Segunda fase (la corriente fluye hacia el sur)
La marea cambió pronto, y la corriente empujó hacia atrás a los buques japoneses, que empezaron a colisionar entre sí. La densa formación de buques japoneses que se apiñaban en el estrecho eran un blanco perfecto para el fuego de la artillería coreana. Aprovechando la confusión, el almirante Yi ordenó a sus barcos avanzar y continuar atacando. La flota coreana avanzó y embistió a los buques japoneses. Las fuertes corriente impidieron a aquellos que cayeron al agua alcanzar la orilla, por lo que muchos japoneses que abandonaban los buques que se hundían o habían resultado dañados se ahogaron. La flota coreana empujó a la japonesa hasta la boca del estrecho y cesó de perseguirla cuando los japoneses alcanzaron mar abierto. Para cuando la batalla hubo terminado, 31 buques de guerra japoneses se habían hundido. Algunos documentos coreanos recogen también el número de buques dañados, pero la cuantía o gravedad de los daños no está clara.

### Estimación de bajas
Según las actas oficiales de Todo Takatora, la mitad de sus oficiales murieron o resultaron heridos en la batalla. Según el diario de Yi, más de 30 buques japoneses fueron hundidos. Por otro lado, Yi menciona que sufrió cinco bajas en su buque insignia (2 muertos y 3 heridos).

## Consecuencias
A pesar de haber obtenido la victoria, la armada coreana todavía era superada de forma abrumadora por la japonesa, por lo que el almirante Yi se retiró al mar Amarillo para reabastecer su flota y para disponer de más espacio para realizar una defensa móvil. Tras recibir la noticia de la victoria, muchos buques y marineros que habían sobrevivido a la batalla de Chilchonnyang y habían permanecido ocultos tras la derrota se unieron a la armada de Yi.
Tras la destrucción de la flota coreana en la batalla de Chilchonnyang, los Ming habían mantenido su flota estacionada en los puertos de las ciudades importantes para protegerlas de posibles ataques navales japoneses. La victoria en Myeongnyang convenció al gobierno chino de que se podía reducir la seguridad de sus puertos y desplegar una flota en auxilio de la coreana. De este modo, la armada china se unió a la del almirante Yi a principios de 1598.
La armada japonesa resultó gravemente dañada. Aunque el número de buques perdidos fue de unos 30, el número de buques dañados, no fue claramente especificado. Kurushima murió en la batalla, y Todo Takatora resultó herido. Según los Anales de la dinastía Choson, los japoneses perdieron la mitad de sus hombres en la batalla. Tras la retirada de la flota coreana, los japoneses hicieron una incursión en la costa occidental de Corea, pero se retiraron poco después. Los japoneses no volverían a intentar entrar en el mar Amarillo, perdiendo de facto el acceso a una ruta marítima de importancia estratégica y cediendo la iniciativa a la flota coreana.